# Щедрин, Григорий Иванович

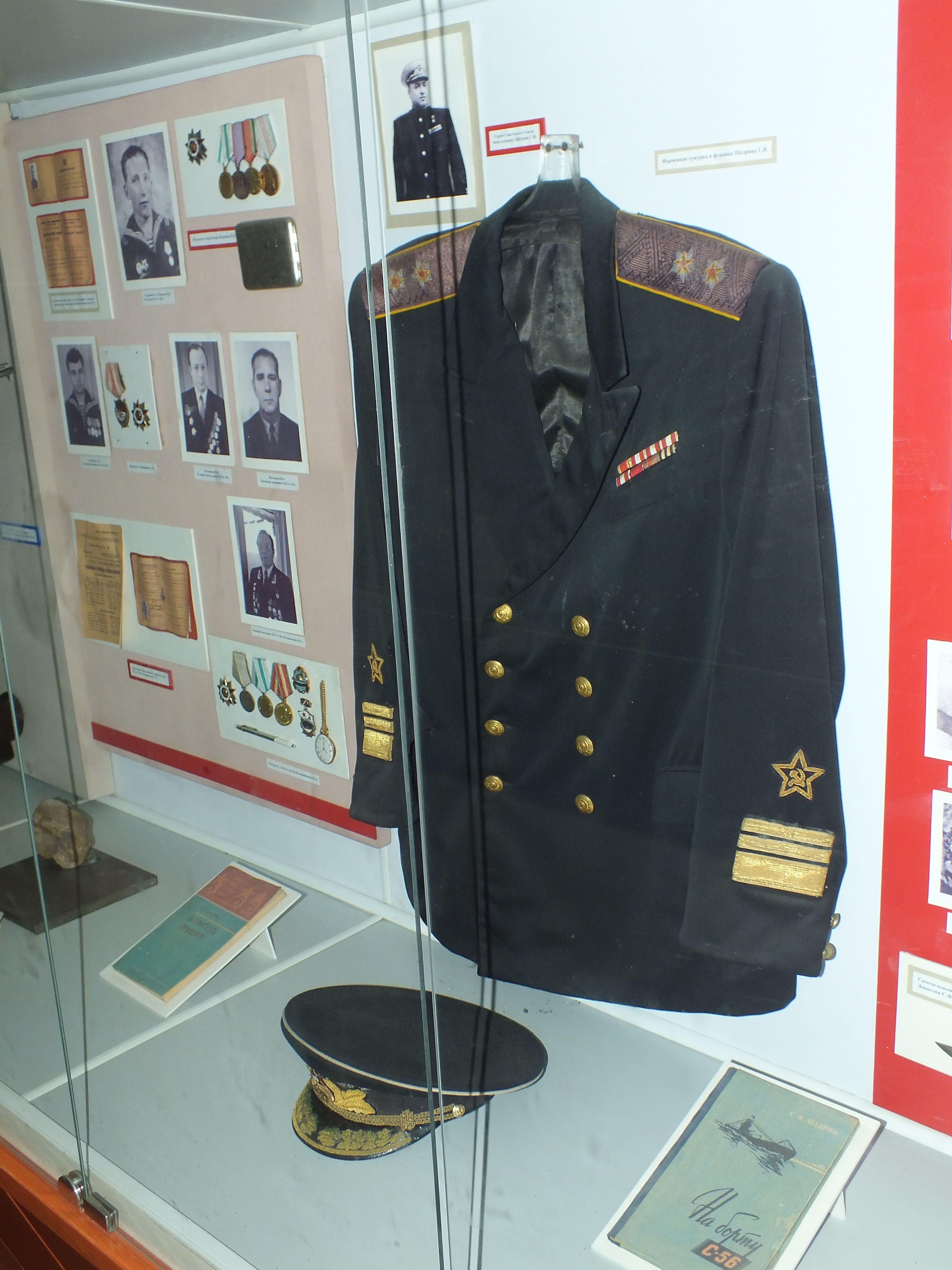
Тужурка и фуражка вице-адмирала Щедрина. Экспонируются в музее на борту подводной лодки С-56, Владивосток

Григо́рий Ива́нович Щедри́н (18 ноября (1 декабря) 1912 года — 7 января 1995) — советский военный моряк-подводник и военачальник. Командовал подводными лодками «М-5», «Щ-110», «С-56», один из самых результативных советских подводников в Великой Отечественной войне, Герой Советского Союза (5.11.1944). Вице-адмирал (8.08.1955). Командующий Камчатской военной флотилией (1954—1959), писатель.

## Биография
Григорий Щедрин родился 18 ноября (1 декабря по новому стилю) 1912 года в городе Туапсе Черноморской губернии Российской империи. Был старшим ребёнком, кроме него в семье было 5 детей. Григорий рос на берегу Чёрного моря, в 12 лет начал работать на лесозаготовках, в 1926 году, в возрасте 14 лет, принят юнгой на шхуну «Диоскурия». Совмещал службу матросом и учёбу. В 1932 году окончил Херсонский морской техникум и стал штурманом на судах Черноморского нефтеналивного флота, был 4-м и 2-м помощником капитана судна.

### Довоенные годы
C ноября 1934 года Г. Щедрин — на военно-морской службе. Сначала он окончил курсы командиров запаса в мае 1935 года, затем направлен учиться в Учебный отряд подводного плавания имени С. М. Кирова. Проходил стажировку на подводной лодке «Щ-301», после учёбы направлен на Тихоокеанский флот с апреля 1937 года по март 1938 года служил старпомом на «Щ-114», затем до июля 1938 года командовал «Малюткой» «М-5», после чего стал командиром «Щ-110». В 1939 году экипаж Щедрина занял первое место на Тихоокеанском флоте и впоследствии дважды удерживал его. Член ВКП(б) с 1939 года. В ноябре 1940 года Г. И. Щедрин назначен командиром строящейся на «Дальзаводе» субмарины «С-56».

### Участие в войне
В октябре 1942 года по инициативе Щедрина был организован перевод шести подводных лодок с Тихоокеанского флота на Северный флот. В число этих лодок вошла и «С-56». Переход через 9 морей и 3 океана протяжённостью около 17 тысяч миль завершился в марте 1943 года в Полярном. Под командованием Щедрина «С-56» в Баренцевом море совершила 8 боевых походов, провела в море 125 суток, выполнила 12 торпедных атак и достоверно потопила 2 судна и 2 боевых корабля, а также ещё одно судно повредила. Экипаж подводной лодки С-56 под командованием Г. И. Щедрина потопил немецкий военный транспорт «Ойроштадт» (в ряде изданий указывается как танкер) 17 мая 1943 года, пароход «Хайнрих Шульте» 28 января 1944 года, тральщик «М-346» 17 июля 1943 года и сторожевой корабль «NKi-09» 18 июля 1943 года. Транспорт «Вартеланд» был повреждён — при торпедной атаке 17 мая 1943 года выпущенная «С-56» торпеда поразила транспорт, но не взорвалась. По тоннажу достоверных побед Г. И. Щедрин стал вторым асом-подводником Северного флота.
Ещё несколько заявленных побед (2 транспорта, миноносец и тральщик) не подтверждены немецкой стороной. Две атаки не удались из-за дефектов торпед (одна торпеда не вышла из торпедного аппарата, вторая торпеда после пуска ушла в самопроизвольную циркуляцию и взорвалась далеко от цели).
За успешное командование кораблём и проявленные мужество и героизм 5 ноября 1944 года Григорий Иванович Щедрин был удостоен звания Героя Советского Союза с вручением медали «Золотая Звезда» и ордена Ленина. Подводная лодка С-56 23 февраля 1945 года получила гвардейское звание.

### Послевоенная служба

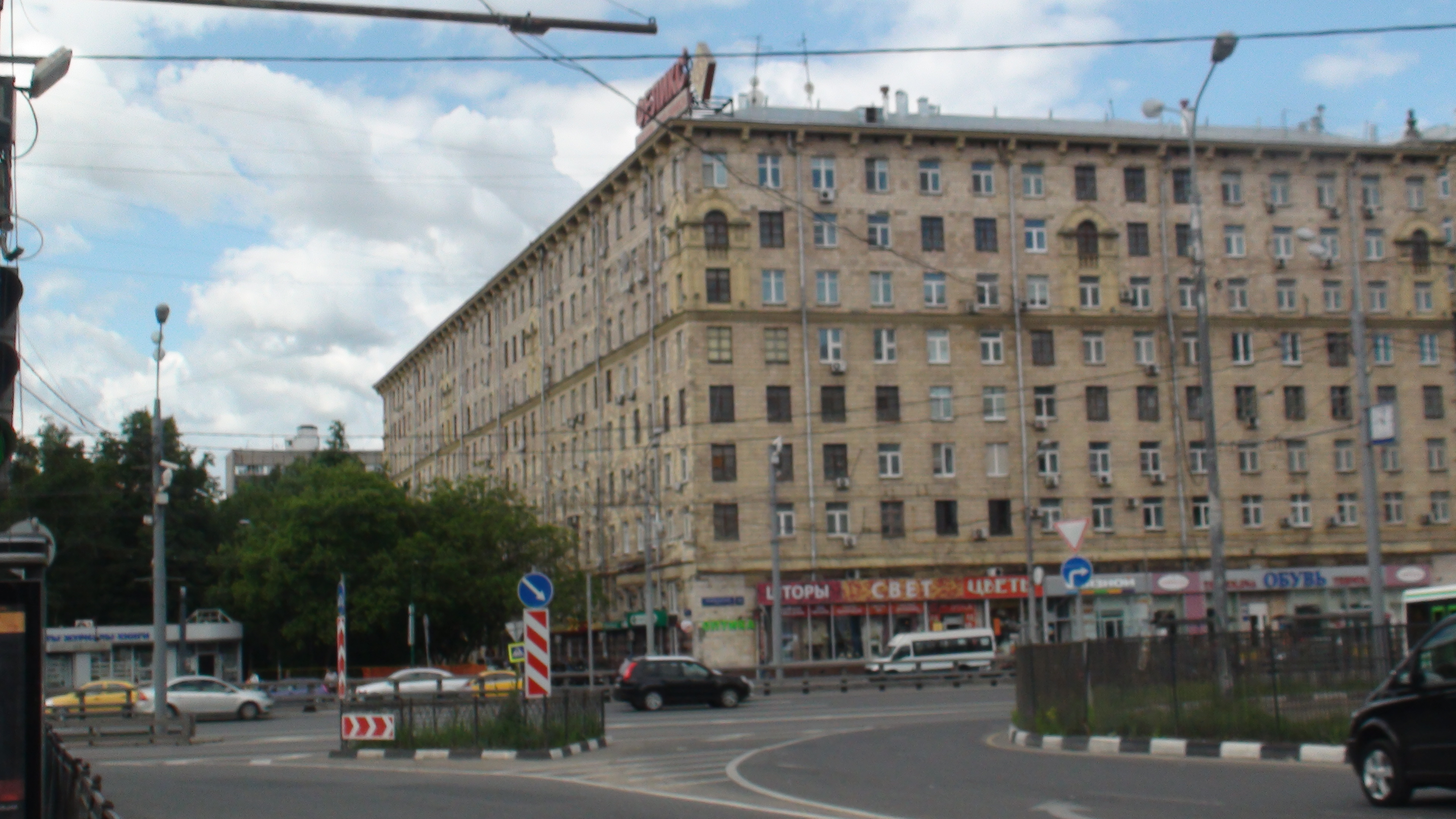
Дом в Москве, где жил Щедрин Г. И.

Г. И. Щедрин командовал подводной лодкой «С-56» до марта 1946 года. Затем он был переведён на Балтику и до ноября 1947 года служил начальником штаба 2-й бригады подводных лодок 8-го флота. В 1947—1948 годах учился на Академических курсах офицерского состава при Военно-морской академии имени К. Е. Ворошилова. С октября 1948 — начальник штаба 1-й бригады подводных лодок 8-го флота. С января 1950 по декабрь 1952 года — командующий военно-морской базой Свиноустье на территории Польши (при этом 3 ноября 1951 года ему было присвоено воинское звание контр-адмирал), затем вновь направлен на учёбу.
В 1954 году с золотой медалью окончил военно-морской факультет Высшей военной академии имени К. Е. Ворошилова. С 15 ноября 1954 по 21 сентября 1959 года командовал Камчатской военной флотилией. С января 1960 года занимал должность начальника управления, а с декабря 1960 — председателя постоянной комиссии Государственной приёмки кораблей ВМФ, в том числе занимался приёмкой атомных подводных лодок. В это время издаёт три книги. С ноября 1969 по декабрь 1973 года — главный редактор журнала «Морской сборник», а бессменным членом его редколлегии оставался до последнего дня жизни. В декабре 1973 года в возрасте 61 года Г. И. Щедрин уволен в отставку по болезни.
В период службы на Камчатке в 1950-х годах избирался депутатом Камчатского областного совета народных депутатов и членом бюро Камчатского обкома КПСС.
Умер Григорий Иванович в Москве 7 января 1995 года, похоронен на Химкинском кладбище.

## Награды
СССР
- Медаль «Золотая Звезда» Героя Советского Союза № 4527 (05.11.1944)[8];
- орден Ленина (05.11.1944);
- четыре ордена Красного Знамени (30.04.1943[9], 22.07.1943[10], 02.11.1944[11], 30.12.1956[12]);
- Орден Нахимова II степени № 30 (10.04.1944)[13];
- орден Отечественной войны I степени (11.03.1985)[14];
- орден Трудового Красного Знамени (1968);
- орден Красной Звезды (15.11.1950[12]);
- медали, в том числе:
  - «За боевые заслуги» (5.11.1946[12][15]);
  - «За оборону Советского Заполярья» (1944);
  - «За Победу над Германией в Великой Отечественной войне 1941—1945 гг.»[16];
  - «Ветеран Вооружённых Сил СССР»;
- Именное оружие (1962).

Других государств:
- Медаль «Китайско-советской дружбы» (КНР).

## Память
- Почётный гражданин городов Туапсе (1978), Петропавловска-Камчатского (1990) и Херсона.
- По ходатайству ветеранов Петропавловска-Камчатского площадь перед Домом офицеров флота названа в честь Г. И. Щедрина. На площади 16 марта 1996 года состоялась церемония установки мемориальной доски.
- Г. И. Щедрин был почётным курсантом Херсонского мореходного училища, почётным членом экипажа ряда судов морского флота.
- В Москве на доме (Ленинградское шоссе, 15), где в 1961—1988 годах жил Г. И. Щедрин, установлена мемориальная доска (2005)[17].
- Мемориальная доска Г. И. Щедрину на фасаде Морского колледжа Херсонской государственной морской академии, в котором он учился.
- В Туапсе школа № 5 носит имя Григория Щедрина (с 1997 г.).
- Именем Г. И. Щедрина названа улица в Туапсе.
- Знаменитый подводный корабль Г. Щедрина С-56 установлен во Владивостоке как центральный элемент Мемориального комплекса «Боевая слава Тихоокеанского флота» на Корабельной набережной.